# Сырдарьинская ТЭС

Глава Хавастского района Суванкулов Гупронкул во время утренней планерки по вопросу строительства ТЭС

Сырдарьинская ТЭС — тепловая электростанция в городe Ширин, Сырдарьинской области Узбекистана. Крупнейшая электростанция в Центральной Азии — установленная мощность 3215 МВт. Входит в состав «АО Узбекэнерго».

## История
Начало строительства станции — 1966 год, окончание — 1981 год. В качестве первичного топлива используется природный газ, резервное — мазут.
В декабре 1976 года был запущен 5-й блок электростанции.
В соответствии с программой реформирования энергетической отрасли Узбекистана Сырдарьинская ГРЭС была преобразована в ОАО «Сырдарьинская тепловая электростанция» в конце 2001 года
В 2001 году Европейским банком реконструкции и развития (ЕБРР) выделен кредит в размере 27,8 млн долларов США. Реконструкцию 2-х энергоблоков выполнила фирма Siemens AG 2003 г.
В 2002 году немецкая Siemens AG осуществила реконструкцию электростанции стоимостью $45,4 млн. Проект предусматривал модернизацию двух энергоблоков с выходом на проектные мощности. Финансирование осуществлялось за счет кредита Европейского банка реконструкции и развития (ЕБРР) в объёме $27,8 млн и собственных средств АО Узбекэнерго.
В 2006 году компанией «Узбекэнерго» был объявлен тендер на поставку оборудования и проведение капитально-восстановительного ремонта блока № 5 станции. В итоге заказ на восстановление пятого энергоблока Сырдарьинской ТЭС проектной стоимостью $41 млн получили «Силовые машины».
В июне 2009 года российское ОАО «Силовые машины» осуществило капитально-восстановительный ремонт пятого энергоблока мощностью 300 МВт. В ходе модернизации, которая велась с 2006 года, была полностью восстановлена маслосистема, отремонтировано и смонтировано вспомогательное оборудование, проведен монтаж трубопроводов, восстановлены опорно-подвесная система и агрегат К-300, проведены электротехнические и пусконаладочные работы.
Силовые Машины также осуществляют реконструкцию энергоблока № 6 проектной стоимостью $29 млн, которая завершится в 2010 году. После завершения данного проекта ожидаемая годовая экономия природного газа от энергоблоков № 5, № 6 составит 152 млн кубометров.
В мае 2012 года Сырдарьинская ТЭС объявила тендер на реконструкцию очередных двух энергоблоков станции мощностью по 300 МВт. В итоге заказ получило ОАО «Силовые машины», с которым в марте 2013 года был заключен контракт.
По итогам реконструкции, завершившейся в декабре 2014 года, мощность электростанции выросла на 50 МВт. Стоимость проекта составила $60,2 млн.
В 2018—2021 гг. ПАО «Силовые машины» осуществило реконструкцию 6 энергоблоков электростанции. Мощность каждого из них была увеличена с 300 до 325 МВт. Реконструкции была проведена в 3 этапа:
- I этап (2018—2019) — энергоблоки № 3 и № 4;
- II этап (2019—2020) — энергоблоки № 5 и № 6;
- III этап (2020—2021) — энергоблоки № 9 и № 10[9].

Модернизация блоков № 3 и № 4 была успешно завершена в январе 2020 года, мощность станции достигала 3100 МВт.
К началу 2021 года завершилась модернизация блоков № 5 и № 6, мощность станции достигала 3165 МВт.
Третий этап модернизации завершился в 2021 году пуском обновлённых блоков № 10 (31 августа) и № 9 (6 октября), мощность станции достигла 3215 МВт.
25 января 2022 года на электростанции произошла авария с потерей мощности 1600 МВт, которая привела к отключению электричества в Ташкенте и ряде городов Казахстана и Кыргызстана.

## Современное состояние
Сырдарьинская ТЭС была введена в эксплуатацию с установленной мощностью 3000 МВт (десять энергоблоков по 300 МВт). Годовой объём выдачи электроэнергии в объединенную энергетическую систему республики — 13 млрд кВт•ч, или 22 % от общего объёма производимой в Узбекистане электроэнергии.